# جورج إم. باورز
جورج إم. باورز هو محامي وقاضي وسياسي أمريكي، ولد في 19 ديسمبر 1861، وتوفي في 24 يونيو 1938. انتخب عضو مجلس نواب فيرمونت ‏.